# Juan del Castillo (Maler)
Juan del Castillo (* 1584 in Sevilla; † 1640 in Cádiz) war ein spanischer Maler des Barocks.
Er war der jüngste Bruder Agustín del Castillos. Wie auch er erlernte Juan del Castillo ebenfalls das Malen bei Luis Fernández und malte mehrere Fresken und Ölbilder, überwiegend für kirchliche Gebäude in und um Sevilla, aber auch in Granada und Cádiz. Zu seinen Schülern zählten sein Schwager Alonso Cano sowie Bartolomé Esteban Murillo, Pedro de Moya, Andro de Medina, Juan de Valdés Leal und sein Neffe Antonio. Er orientierte sich in seiner Malerei am venezianischen Stil.